# Stigmaphyllon angustilobum
Stigmaphyllon angustilobum är en tvåhjärtbladig växtart som beskrevs av Adrien Henri Laurent de Jussieu. Stigmaphyllon angustilobum ingår i släktet Stigmaphyllon och familjen Malpighiaceae. Inga underarter finns listade i Catalogue of Life.